# Bartłomiej Sabat
Bartłomiej Daniel Sabat (ur. 25 sierpnia 1979 w Częstochowie) – polski samorządowiec i urzędnik, w latach 2019–2024 wiceprezydent Częstochowy, w 2024 wicemarszałek województwa śląskiego.

## Życiorys
Absolwent Wydziału Zarządzania Politechniki Częstochowskiej oraz studiów menedżerskich typu MBA. Prowadził własną działalność gospodarczą w branży budowlanej, a także pracował w biurze europosłanki Małgorzaty Handzlik. Działał w Towarzystwie Naukowym Organizacji i Kierownictwa. Później zatrudniony jako wicedyrektor oddziału regionalnego Agencji Restrukturyzacji i Modernizacji Rolnictwa oraz wiceprezes Częstochowskiego Przedsiębiorstwa Komunalnego.
Zaangażował się w działalność polityczną w ramach Platformy Obywatelskiej. W 2009 (w miejsce Piotra Kurpiosa) i 2010 wybierany do rady miejskiej Częstochowy, a w 2024 do sejmiku śląskiego.  Kandydował także do Sejmu w 2011 i Parlamentu Europejskiego w 2024. W marcu 2013 usunięty z klubu radnych PO i zawieszony w prawach członka partii na dwa lata w związku z działaniem na szkodę innych kandydatów partii w kampanii wyborczej, później powrócił do ugrupowania.
W latach 2019–2024 pełnił funkcję wiceprezydenta Częstochowy (zastąpił Andrzeja Szewińskiego). 6 maja 2024 został wicemarszałkiem województwa śląskiego, odpowiedzialnym m.in. za gospodarkę, zdrowie, sport i współpracę międzynarodową. 23 października tego samego roku został zatrzymany przez CBA na polecenie wydziału zamiejscowego Prokuratury Krajowej w Katowicach. W związku z tym podał się do dymisji (przyjętej 4 listopada), zawieszono go również w prawach członka ugrupowania.
Jest rozwiedziony, ma dwie córki.